# Marina Pérez
Marina Carolina Pérez (Madrid, 31 de julio de 1984) es una top modelo española conocida por su rostro aniñado y sus ojos. Ha sido el rostro de las campañas de Prada, Loewe, Jimmy Choo, Alessandro Dell'Acqua, Dolce & Gabbana, Pucci, Liu Jo, Sonia Rykiel, Hugo Boss, Bulgari, Massimo Dutti, Moschino, Giorgio Armani, St. John, Diane Von Furstenberg y Marc Jacobs.

## Carrera

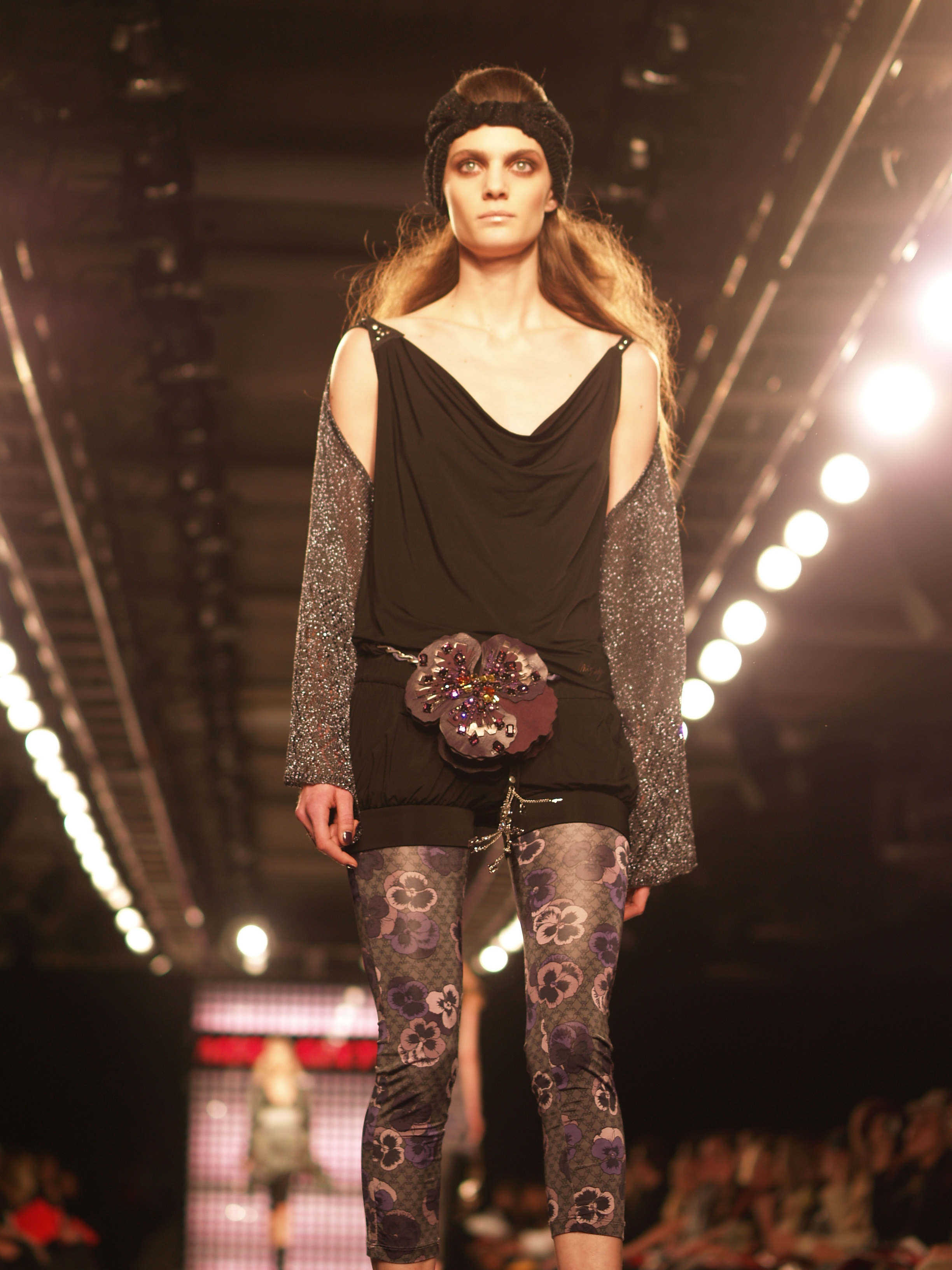
modelando para Miss Sixty, otoño 2007 en New York Fashion Week.

Marina nació en Madrid y comenzó en el mundo de la moda animada por su madre, posando para catálogos y anuncios con tan solo 11 años. Hizo su debut en la pasarela del otoño para Miguel Palacio en Madrid y apareció en la portada para la revista Elle España. El reconocimiento le llegó con el premio L'Óreal como la modelo revelación en la pasarela Cibeles y desde entonces, no ha parado de trabajar. A finales de 2001 consiguió abrirse camino en el mundo de la moda en el ámbito internacional ascendiendo a la categoría de top model. Se mudó a Nueva York a los 18 años y comenzó a trabajar en la alta moda. En septiembre de 2003 debutó en New York Fashion Week para Betsey Johnson. 
Durante varios años, se la ha visto como imagen de los grandes almacenes El Corte Inglés; y ha trabajado en campañas publicitarias para las firmas Massimo Dutti, Mango, Victorio & Lucchino, Marc Jacobs, St. John, y Alexis Bittar. Marina ha trabajado con fotógrafos de alto calibre como Steven Meisel, Inez y Vinoodh, Mert n Marcus, y Patrick Demarchelier. Ella ha estado en las portadas de, Vogue, Dazed & Confused, Numéro y 10 magazine. Ha aparecido en la portada de Vogue Italia y dos veces para Vogue España. En 2008 reemplazó a Angelina Jolie como una de las caras para la campaña St. John junto a Hilary Rhoda y Caroline Winberg.